# Heteropappus crenatifolius
Heteropappus crenatifolius là một loài thực vật có hoa trong họ Cúc. Loài này được (Hand.-Mazz.) Griers. mô tả khoa học đầu tiên năm 1964.